# Traités d'adhésion à l'Union européenne
Les traités d'adhésion aux Communautés européennes puis les traités d'adhésion à l'Union européenne sont les traités signés entre les États membres de la CEE puis de l'Union européenne et les candidats à l'adhésion à la CEE puis à l'Union européenne en vue de l'adhésion de ces derniers à ces organisations. Pour chacun des élargissements, un traité a été signé :
- le traité de Bruxelles, signé le 22 janvier 1972 et entré en vigueur le 1er janvier 1973, concernant l'adhésion du Danemark, de la Norvège, de l'Irlande et du Royaume-Uni à la CEE
- le traité d'Athènes, signé le 28 mai 1979 et entré en vigueur le 1er janvier 1981, concernant l'adhésion de la Grèce à la CEE
- le traité de Madrid/Lisbonne, signé le 12 juin 1985 et entré en vigueur le 1er janvier 1986, concernant l'adhésion de l'Espagne et du Portugal à la CEE
- le traité de Corfou, signé le 24 juin 1994 et entré en vigueur le 1er janvier 1995, concernant l'adhésion de l'Autriche, de la Finlande, de la Norvège et de la Suède à l'UE
- le traité d'Athènes, signé le 16 avril 2003 et entré en vigueur le 1er mai 2004, concernant l'adhésion de Chypre, de l'Estonie, de la Hongrie, de la Lettonie, de la Lituanie, de Malte, de la Pologne, de la Slovaquie, de la Slovénie, de la République tchèque à l'UE
- le traité de Luxembourg, signé le 25 avril 2005 et entré en vigueur le 1er janvier 2007, concernant l'adhésion de la Bulgarie et de la Roumanie à l'UE
- le traité de Bruxelles, signé le 9 décembre 2011 et entré en vigueur le 1er juillet 2013, concernant l'adhésion de la Croatie à la CEE

## Textes des traités
- Adhésion du Royaume-Uni, du Danemark et de l'Irlande, 27 mars 1972 (lire en ligne)
  - Décision d'adaptation de l'adhésion du Royaume-Uni, du Danemark et de l'Irlande, 1er janvier 1973 (lire en ligne)
- Adhésion de la Grèce, 19 novembre 1979 (lire en ligne)
- Adhésion de l'Espagne et du Portugal, 15 novembre 1985 (lire en ligne)
- Adhésion de l'Autriche, de la Finlande et de la Suède, 29 août 1994 (lire en ligne)
  - Décision d'adaptation de l'adhésion de l'Autriche, de la Finlande et de la Suède, 1er janvier 1995 (lire en ligne)
- Adhésion de la République tchèque, de l'Estonie, de Chypre, de la Lettonie, de la Lituanie, de la Hongrie, de Malte, de la Pologne, de la Slovénie et de la Slovaquie, 23 septembre 2003 (lire en ligne)
  - Appendices des annexes IV, V, VII, VIII, IX, X, XI, XII, XIII et XIV de l'acte relatif aux conditions d'adhésion de la République tchèque, de l'Estonie, de Chypre, de la Lettonie, de la Lituanie, de la Hongrie, de Malte, de la Pologne, de la Slovénie et de la Slovaquie, 23 septembre 2003 (lire en ligne)
- Documents concernant l’adhésion de la République de Bulgarie et de la Roumanie à l’Union européenne, 21 juin 2005 (lire en ligne)
- Traité d'adhésion de la Croatie à l'Union européenne, 24 avril 2012 (lire en ligne)